# Antonio Baldoni
Antonio Baldoni (Monticiano, 7 marzo 1950) è un ex calciatore italiano, di ruolo mediano.

## Carriera
Dal 1969 al 1978 ha giocato con il Pisa per otto stagioni, di cui una in Serie B e sette in Serie C, con una parentesi di un anno al Velletri.
Ha disputato complessivamente quattro campionati cadetti con le maglie di Pisa, Parma e Rimini, per complessive 103 presenze e 11 reti.